# Burfågel (roman)
Burfågel (originaltitel: Jailbird) är en roman från 1979 av Kurt Vonnegut.
Romanen handlar om Walter F. Starbuck, en fiktiv person som varit delaktig i stora delar av USA:s 1900-talshistoria, såsom Andra världskriget och Watergate-skandalen. Romanen är som så många andra av Vonneguts verk en satir över det amerikanska samhället och behandlar bland annat frågor om kommunism, rikedom och arbetarrättigheter.